# Eric Eidel
Pour les articles homonymes, voir Eidel.
Eric Eidel est un musicien américain proche de Jeff Buckley. En 1996, il avait un temps rejoint le groupe de ce dernier comme batteur pour combler le départ de Matt Johnson. Cependant, il ne parvenait pas à s'adapter à toutes les chansons (notamment les ballades) si bien que Jeff Buckley se sépara de lui durant les premières sessions d'enregistrements de « My Sweetheart the Drunk », son deuxième album (qui ne verra jamais le jour). Il sera remplacé ensuite par Parker Kindred.